# Stenodema laevigata
Stenodema laevigata (Linnaeus 1758) је врста стенице која припада фамилији Miridae.

## Распрострањење
Врста је распрострањена широм Европе, у Великој Британији, затим на исток преко Палеарктика од Мале Азије и Кавказа до северне Кине. У Србији је честа врста, јавља се од низијских подручја до планина преко 1500 м надморске висине.

## Опис
Stenodema laevigata има издужено тело, светло браон до сиве боје као и већина врста рода Stenodema. Јављају се и форме са зеленом нијансом, током пролећа како би се уклопиле у травнато станиште где их најчешће и налазимо, а током јесени попримају тамнију браон боју. Дужина тела је око 8–10 mm, па је ово једна од крупнијих врста рода. Основна карактеристика по којој се разликује од сличних врста је одсуство трнова на бутинама задњих ногу. 

## Биологија
Одрасле јединке се могу срести већ с почетка пролећа, а одрасле јединке нове генерације током лета. У Србји су најчешће током јула и августа. Активне су дужи период током године и презимљавају у стадијуму одрасле јединке. Храни се на различитим врстама трава (Poaceae).

## Синоними
- Stenodema laevigatum (Linnaeus, 1758)